# Las Pilas, Santa María Tonameca
Las Pilas är en ort i Mexiko.   Den ligger i kommunen Santa María Tonameca och delstaten Oaxaca, i den sydöstra delen av landet, 500 km sydost om huvudstaden Mexico City. Las Pilas ligger 202 meter över havet och antalet invånare är 557.
Terrängen runt Las Pilas är kuperad åt nordost, men åt sydväst är den platt. Runt Las Pilas är det ganska glesbefolkat, med 45 invånare per kvadratkilometer. Närmaste större samhälle är El Camalote, 10,3 km nordost om Las Pilas. Omgivningarna runt Las Pilas är en mosaik av jordbruksmark och naturlig växtlighet.